# 先天性無包皮
先天性無包皮（せんてんせいむほうひ、英: Aposthia）は、男児の出生時に先天的に陰茎包皮が存在しない稀な状態である(pp37-39)。日常生活で困難を感じない場合は疾患ではないと思われる。

## ユダヤ教における先天性無包皮
19世紀末、E・S・タルボットは、ユダヤ人の先天性無包皮は、今では否定されているラマルキズム進化論の証拠だと主張した。また、チャールズ・ダーウィンはその著作『The Variation of Animals and Plants Under Domestication』の中で、「生まれつき割礼を受けている」新生児のケースを、今では否定されている融合遺伝の「決定的な証拠」として挙げている。ダーウィンが言及した症例は、尿道が陰茎の裏側にある尿道下裂であった可能性が高い。
ユダヤ教の教義では、包皮を持たずに生まれた男性や、正式な割礼（ブリット・ミラ：ברית מילה）以外の方法で包皮を失った男性には、包皮が付いている/付いていたはずの陰茎から一滴の血（ハタファット・ダム：הטתדם）を流すことが義務付けられている。

## 文学における先天性無包皮
ロバート・A・ハインラインの幾つかの小説に登場する主人公Lazarus Longは、生まれつき無包皮だとされている。